# Gutai

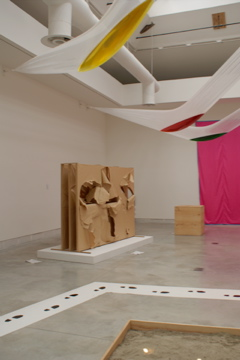
Instal·lació del grup Gutai, a la Biennal de Venècia de l'any 2009

Gutai va ser un grup d'artistes japonesos que feien art d'acció o happening. Va néixer el 1955 al voltant de la regió de Kansai (Kyoto, Ōsaka, Kobe). Els seus principals membres van ser Jiro Yoshiho, Sadamasa Motonaga, Shōzan Shimamoto, Saburo Murakami, Katsu Shiraga, Seichi Sato, Akira Ganayama i Atsuko Tanaka.
El grup Gutai va néixer de la terrible experiència de la Segona Guerra Mundial. Rebutgen el consumisme capitalista, realitzant accions iròniques, amb un sentiment de crispació, amb una agressivitat latent (ruptura d'objectes, accions amb fum). Van influir a grups com Fluxus i artistes com Joseph Beuys i Wolf Vostell.
L'iniciador del grup va ser Jiro Yoshiho, que el 1955 va dur a terme una acció sobre una cisterna de benzina de la guerra, sobre la qual apareix en un vaixell inflable. Encara que hi ha un plantejament global, l'artista no dona explicacions, donant llibertat a la interpretació de l'espectador. En l'acció Cosa estranya movent-se per l'escenari s'embolica en papers, en un escenari pintat, amb una escala, per on es va movent, es percep la influència surrealista de Magritte.
Sadamasa Motonaga va fer Fum, on va instal·lar unes màquines de les quals sortia fum, fent accionar unes palanques, com al·lusió a la bomba atòmica. També va dur a terme accions amb tubs de plàstic, aigua i llums, produint nombrosos efectes visuals.
Shōzan Shimamoto és autor de Caminin per sobre d'això, realitzat amb una plataforma de fragments oscil·lants per la qual es passava mantenint l'equilibri. En Acció de pintar va imitar el gestualisme de Pollock, amb recipients de vidre amb pintura que va estavellar a terra.
Saburo Murakami va fer Acció de travessar els paravents, unes estructures quadrangulars de paper d'embalatge que penjaven del sostre, sobre les quals es llançava.
Katsu Shiraga va fer La pintura amb els peus, una dansa sobre un suport de paper, amb els peus pintats, influència de les Antropometries d'Yves Klein. En Tornar al fang es va submergir nu en el fang, fins a confondre amb ell, com al·lusió a la mort, al retorn de la matèria primigènia.
Les obres basades en la performance del grup Gutai van ampliar l'informalisme i la action painting fins a transformar-les en actes rituals d'agitació. És sovint, però no sempre, un Art efímer deixant petjades per la fotografia.